# Józef Michalski (1834–1893)
Józef Michalski (ur. 31 grudnia 1834 w Nakle, zm. 23 czerwca 1893 w Świętochłowicach) – polski ksiądz rzymskokatolicki, pisarz, poeta.
Pochodził z biednej rodziny górniczej. W 1859 roku otrzymał świadectwo dojrzałości w gimnazjum św. Macieja we Wrocławiu. Studia teologiczno-filozoficzne odbył na Uniwersytecie Wrocławskim. 
Święcenia kapłańskie przyjął 4 lipca 1863 roku. Był kuratusem przy parafii św. Barbary w Królewskiej Hucie odpowiedzialnym za Lipiny. 9 lipca 1872 roku został mianowany pierwszym proboszczem parafii św. Augustyna w Lipinach. Ks. Michalski zasłynął ze swoich kazań, które głosił  po polsku. W 1890 roku został dziekanem dekanatu mysłowickiego.